# Saga prefektur
Saga prefektur (佐賀県; Saga-ken) är en prefektur på Kyushu, Japan. Residensstaden är Saga. Prefekturen har ca 833 000 invånare (2015) på en yta av 2 441 km².

## Administrativ indelning
Prefekturen var år 2016 indelad i tio städer (-shi) och tio kommuner (-chō eller -machi).
Kommunerna grupperas i sex distrikt (-gun). Distrikten har ingen administrativ funktion utan fungerar i huvudsak som postadressområden.
Städer:
- Imari, Kanzaki, Karatsu, Kashima, Ogi, Saga, Takeo, Taku, Tosu, Ureshino

Distrikt och kommuner:
| - Fujitsu distrikt - Tara - Higashimatsuura distrikt - Genkai - Kanzaki distrikt - Yoshinogari | - Kishima distrikt - Kōhoku - Ōmachi - Shiroishi | - Miyaki distrikt - Kamimine - Kiyama - Miyaki - Nishimatsuura distrikt - Arita |

## Galleri

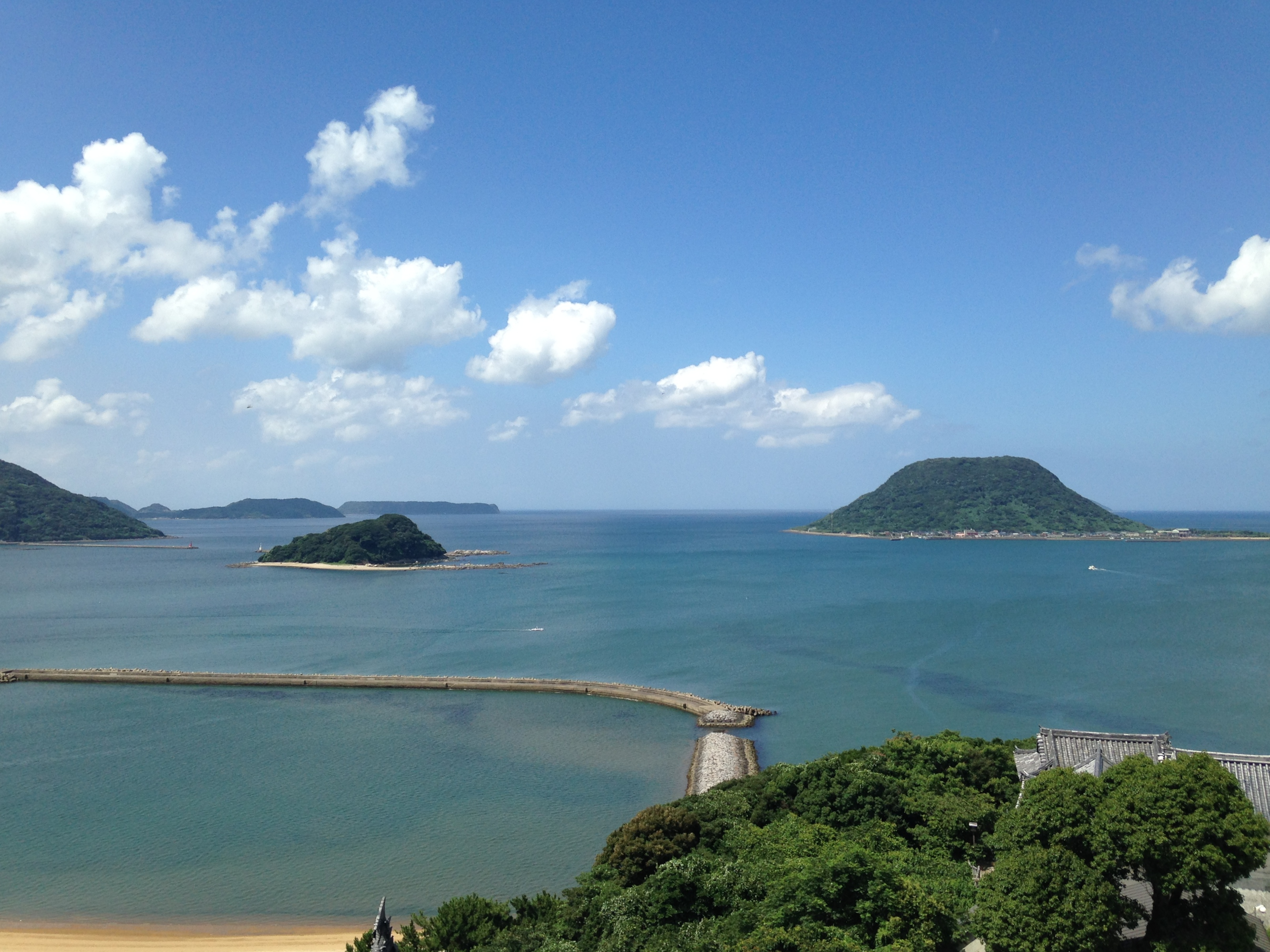
Karatsu-viken, Karatsu
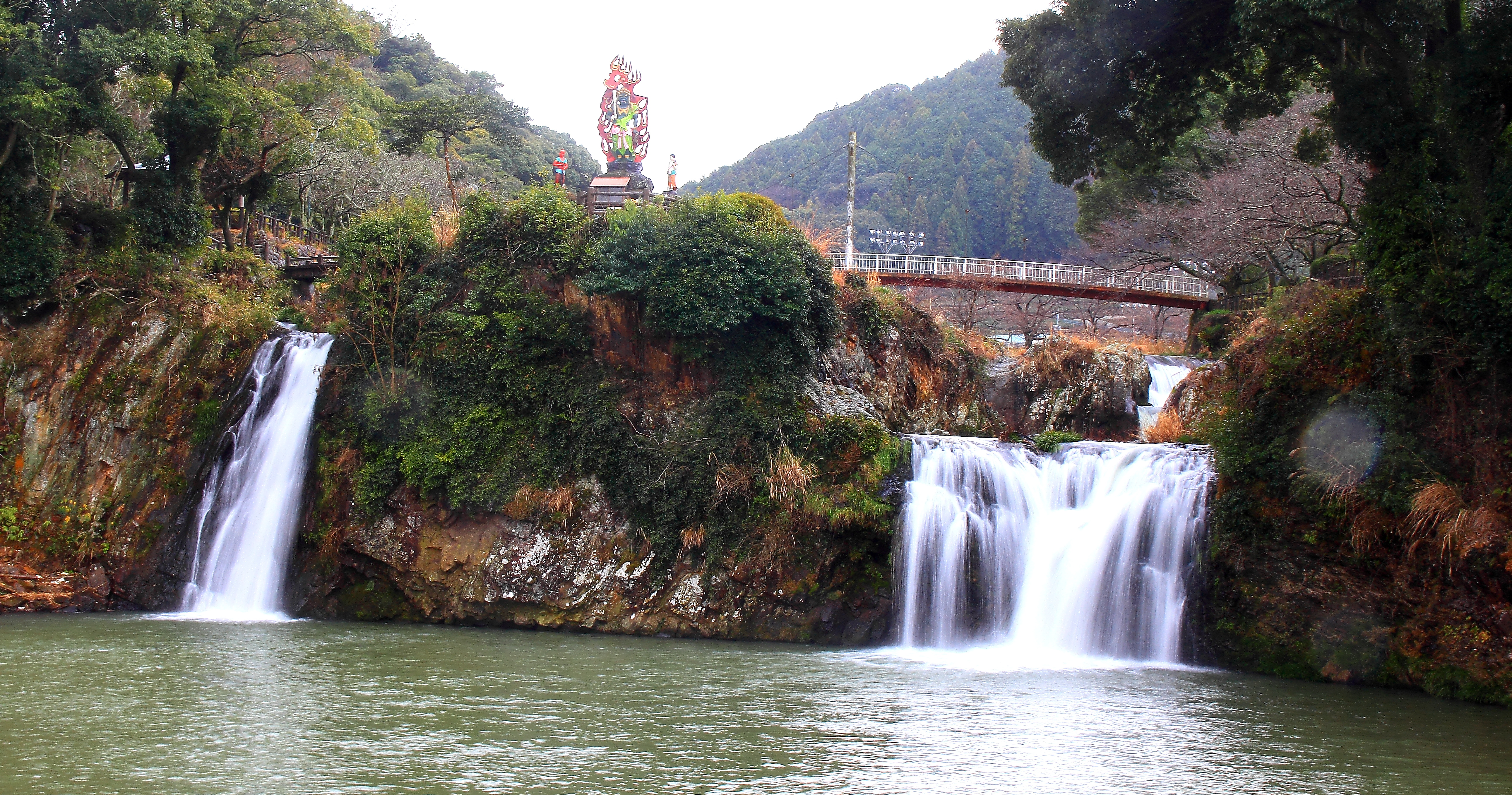
Todoroki-fallen, Ureshino
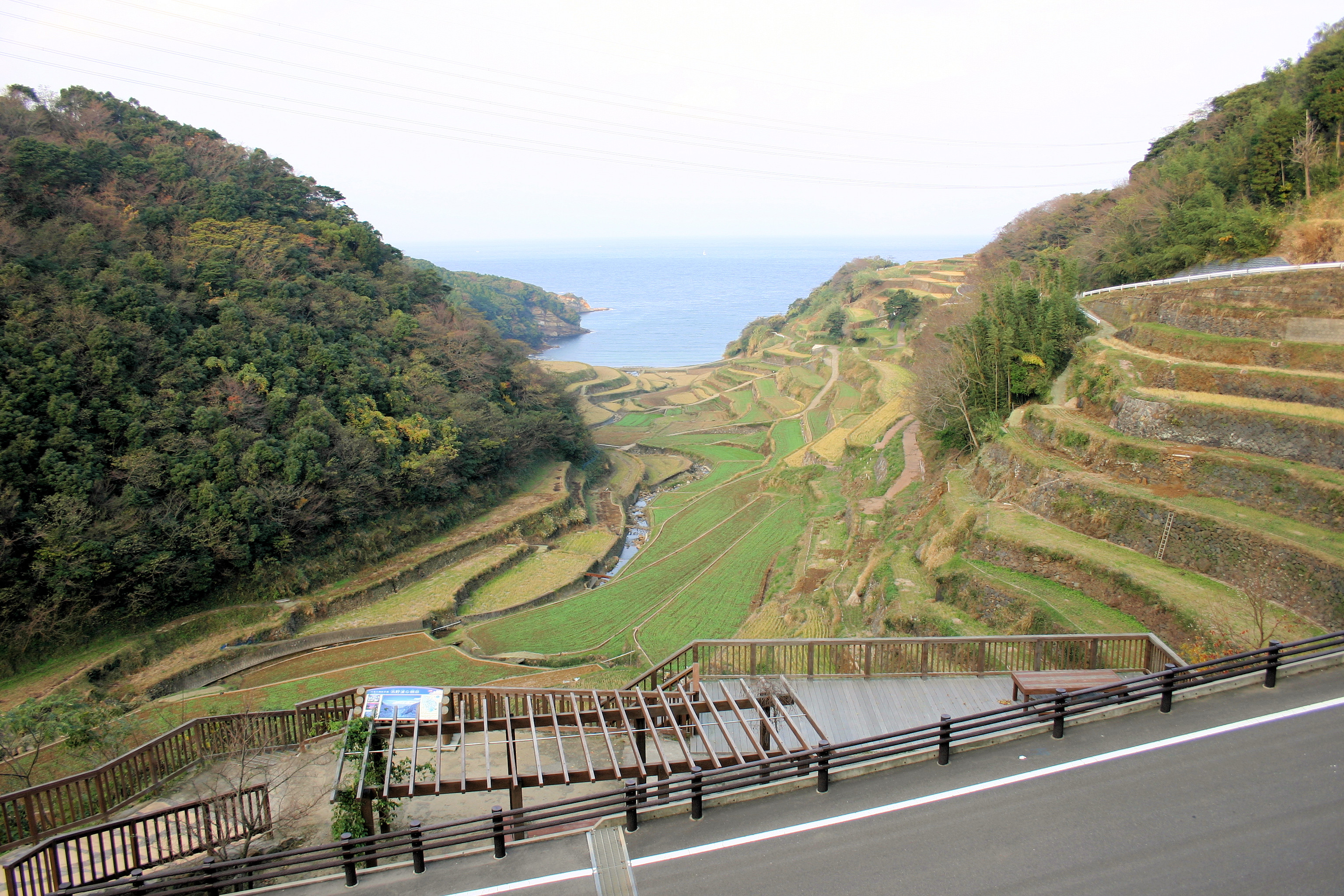
Risterrasser,Genkai
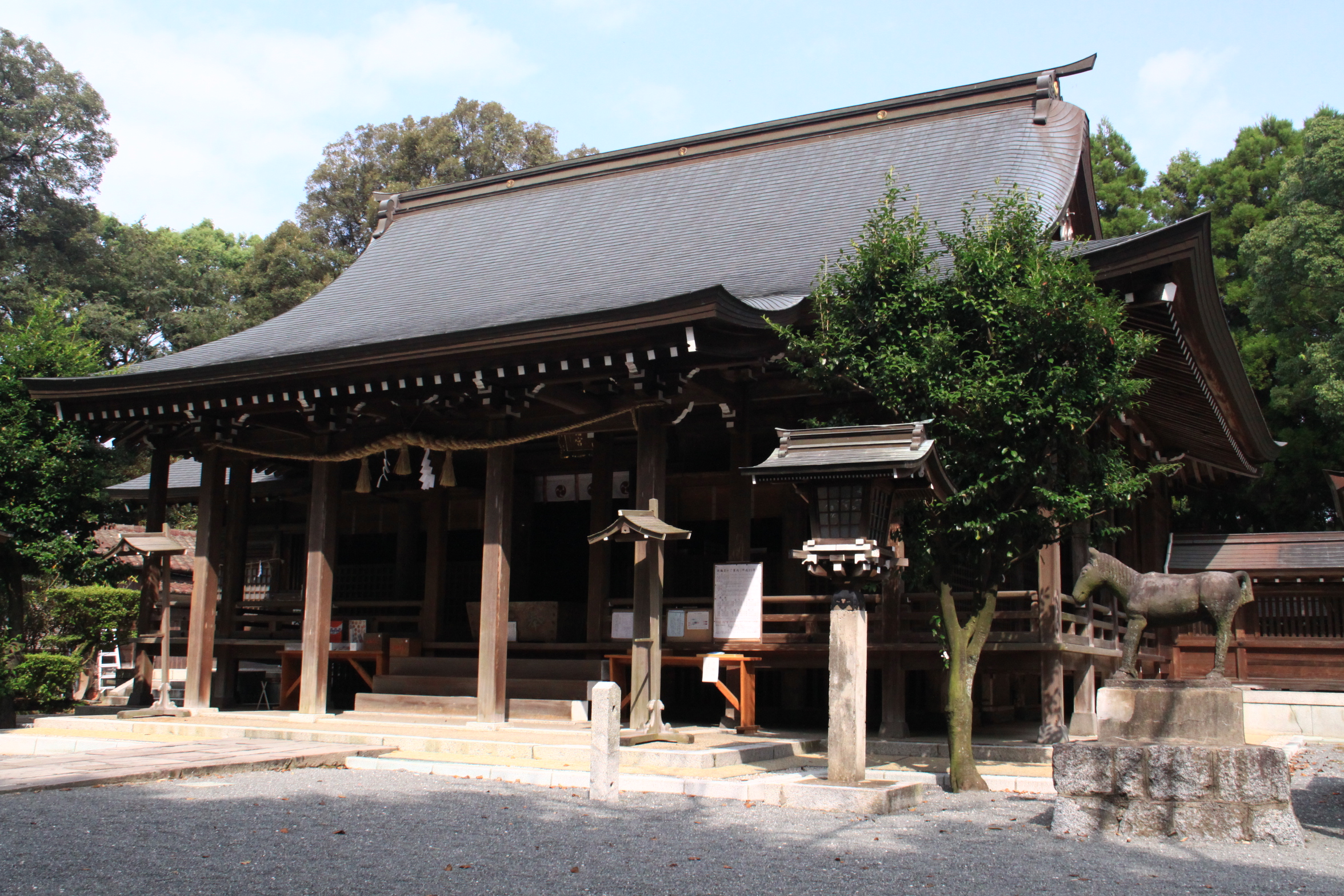
Helgedomen Chiriku Hachimangū Haiden, Miyaki